# 1989년 남아시아 경기 대회
1989년 남아시아 경기 대회는 1989년에 파키스탄 이슬람 공화국의 이슬라마바드에서 열린 대회이다.

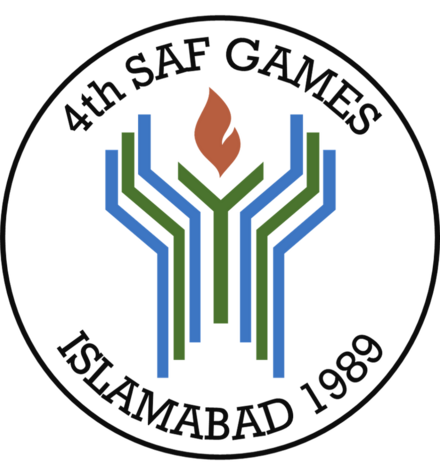

## 메달 집계
| 순위 | 국가       | 금메달 | 은메달 | 동메달 | 합계 |
| ---- | ---------- | ------ | ------ | ------ | ---- |
| 1    | 인도       | 61     | 43     | 20     | 124  |
| 2    | 파키스탄   | 45     | 33     | 42     | 120  |
| 3    | 스리랑카   | 6      | 10     | 21     | 37   |
| 4    | 방글라데시 | 1      | 12     | 24     | 37   |
| 5    | 네팔       | 1      | 10     | 21     | 32   |
| 6    | 부탄       | 0      | 0      | 3      | 3    |
| 7    | 몰디브     | 0      | 0      | 0      | 0    |

## 같이 보기
- 남아시아 경기 대회